# 武泰 (後高句麗)
武泰（ぶたい、무태）は、後高句麗の弓裔が用いた元号。904年。
901年（辛酉年）に後高句麗王を自称していた弓裔は、904年（甲子年）になって国号を摩震と改めるとともに、武泰の元号を用いた。これについては辛酉革命説・甲子革令説に従ったものだと考えられている（井上訳注1980 p.410.）。

## 西暦・干支との対照表
| 武泰 | 元年  |
| 西暦 | 904年 |
| 干支 | 甲子  |